# Добахова Ольга Пилипівна
О́льга Пили́півна Доба́хова (1910—1982) — українська поетеса. Відзначена державними нагородами СРСР; заслужений працівник культури УРСР.

## З життєпису
Народилась 1910 року в селі Першки (Овруцький повіт; Волинська губернія) — нині в складі села Кирдани. Виростала з 8 братами і сестрами. 1925 року вступила в комнезам, в 1928 — серед перших пішла в сільську артіль. Разом з чоловіком-військовослужбовцем жила і працювала — на Далекому Сході, у Вірменії, Грузії, Азербайджані, в Харкові. Працювала піонервожатою, організовувала художню самодіяльність.
Учасниця Другої світової війни. Працювала в шпиталі, була зв'язковою партизанів, потім санінструктором у партизанському з'єднанні Сабурова.
Після війни сім'я Добахових повернулась в рідне село. У 1949—1976 роках — художня керівниця самодіяльного народного хору у своєму селі. 1968 року Міністерство культури УРСР присвоїло Кирданівському хору звання народного.
Вийшли друком збірки:
- «Сяють зорі на Поліссі» (1957),
- «Серце співає» (1961),
- «Степові квіти» (1962)
- книга — збірка «З піснею на вустах» (1971 р.)

Авторка багатьох пісень. Окремі поезії перекладено болгарською та чеською мовами. Творчий доробок — 220 віршів, 85 пісень, покладених на музику.
Померла 1982 року в селі Кирдани.